# Amsterdamsche Football Club
Amsterdamsche Football Club (abreviado como AFC) es un club de fútbol amateur neerlandés de Ámsterdam. Fue fundado el 18 de enero de 1895 y es el club de fútbol más antiguo de Ámsterdam. El club es conocido como Los Rojos. Este apodo está relacionado con su camiseta roja. También hay una V negra en la camiseta.
El equipo de la división dominical compite al más alto nivel amateur desde 1961, con una interrupción de tres temporadas (1998-2001). Los partidos se jugaron en Eerste Klasse (1961-1974), Hoofdklasse (1974-1998, 2001-2010), Topklasse (2010-2016) y Tweede Divisie (desde 2016) respectivamente. Las 33 temporadas en la Hoofdklasse al más alto nivel amateur resultaron en el segundo lugar en la 'Lista de clasificación de todos los tiempos' de la Zondag Hoofdklasse.
En la temporada 2013/14, se proclamó campeón de la Topklasse. A partir de la temporada 2016/17, la AFC jugará en Tweede Divisie. En 2019, el equipo logró ganar esta competición, convirtiéndose por primera vez en la historia en el mejor club amateur de Holanda.

## Historia
El 18 de enero de 1895 se fundó en Ámsterdam un club de fútbol con el nombre de Amsterdamsche Football Club (AFC). El primer sitio del club estuvo ubicado entre los estanques del Vondelpark y el Oranje Nassaulaan. Los colores del club fueron establecidos el 8 de octubre de 1896; Los colores rojo-negro de Ámsterdam regresaron con una camiseta roja con V negra, pantalón negro y medias rojas. Su apodo es "Los Rojos".
Desde 1897, el AFC participó en la competición de la Asociación de Fútbol de Ámsterdam (AVB) y desde 1900 el club compitió en la Segunda División de la Asociación Holandesa de Fútbol (NVB). En 1906 la asociación se proclamó campeona por primera vez, pero no ascendió: decisión de la federación. Ese mismo año, el club se mudó a una nueva sede en Watergraafsmeer, en la granja "Goed Genoeg". En 1909, el AFC se proclamó campeón por segunda vez y se le permitió jugar partidos de ascenso contra el Ajax Leiden, pero los perdió.
Los Rojos ascendieron a Primera División en 1917, lo que se debió principalmente a la ampliación del número de equipos por departamento. En las temporadas 1917-18 y 1918-19 ganó dos veces el campeonato. Los play-offs no dieron lugar en ningún caso al ascenso. En 1920, la asociación se trasladó al sur de Ámsterdam y empezó a jugar en tres campos de Zuidelijke Wandelweg. En 1921 descendió a la Overgangsklasse y en 1922 volvió a descender, ahora a Segunda División.
La respuesta a estos preocupantes acontecimientos fue el inicio en 1923 del torneo AROL, que se jugaría 46 veces. El torneo tuvo lugar justo antes del inicio de la competición y concluyó así la campaña de práctica de las federaciones participantes. A menudo había gran interés y en ocasiones la final se jugaba en el Estadio Olímpico. Lo mismo ocurrió en 1943, con 12.000 espectadores. Blauw-Wit ganó el torneo nueve veces y el Ajax cinco veces. En términos de membresía, a la asociación le iba bien en ese momento. Se inició en 1895 con aproximadamente 15 miembros, en 1920 contaba con 466 miembros. En la temporada 1945-46, la AFC se proclamó campeona por cuarta vez. El partido decisivo en el Estadio Olímpico contra el KFC, ante 43.000 espectadores, lo ganaron los rojos por 4-2. Sin embargo, esto no condujo a un ascenso. El número de miembros había aumentado a 727 en 1945.

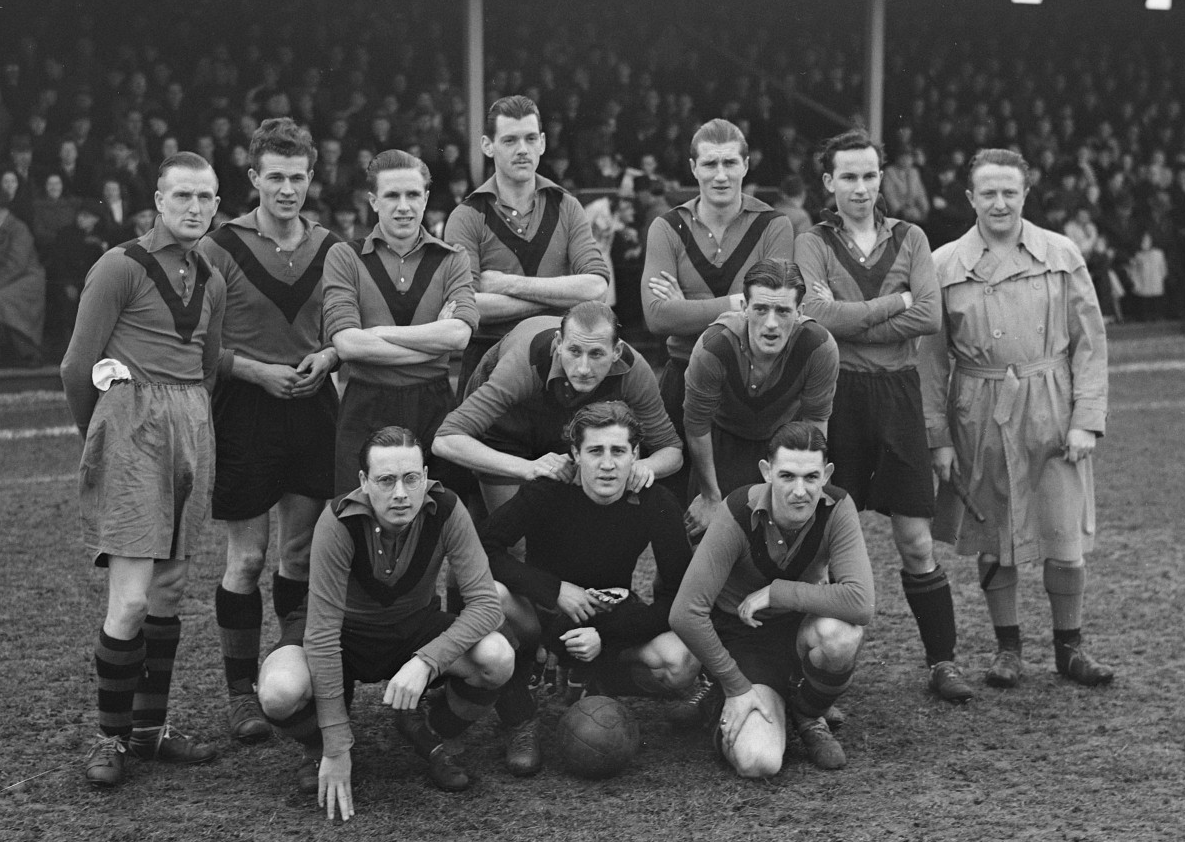
El equipo de la AFC de la temporada 1948/49

En 1955 terminó en último lugar, pero escapó del descenso gracias a la introducción del fútbol profesional en Holanda. En 1961 se proclamó campeón y ascendió a Primera División después de 40 años. Fue el inicio de una década dorada en la que el club se proclamó campeón tres veces más: 1963, 1967 y 1969. Sin embargo, la AFC no se proclamó campeona nacional absoluta. En 1967 estuvo igualado, pero los dos últimos partidos contra Middelburg se perdieron por 0-2 y 2-1. En 1962, AFC se trasladó a su actual parque deportivo Goed Genoeg en De Boelelaan en Amsterdam-Buiteveldert, durante el desarrollo de Zuidas se convirtió en Maurice Ravellaan (nueva dirección del antiguo lugar). El número de miembros aumentó de 956 en 1962 a 1404 en 1970.
La Hoofdklasse se fundó en 1974 y la asociación se clasificó en la temporada 1973/74. Jugó allí hasta 1998, año en el que descendió a Primera División. En las décadas de 1970 y 1980, el club se enfrentó por primera vez a una disminución del número de socios. A finales de 1986 todavía tenía “sólo” 1.085 miembros. La AFC volvió a ser campeona en 2001, lo que resultó en el regreso a la Hoofdklasse A. En 2010 se proclamó campeón con una ventaja de nueve puntos y se clasificó primero para la recién creada Top Class nacional. El número de miembros volvió a crecer a partir de 1986 y se situó en casi 1.900 en 2013.
Desde 1895, la AFC ha sido campeona catorce veces; tres veces, en 1921, 1922 y 1998, hubo descenso. Cuando se fundó, la asociación tenía menos de 15 miembros. En su 50 aniversario (1945) eran más de 700, en su 100 aniversario (1995) más de 1.500 y a finales de 2014 el club contaba con más de 2.000 socios.
Aunque el club tiene muchos socios, a los partidos del primer equipo asiste poca gente. El AFC puede contar con una media de 300 a 400 espectadores en un partido de Segunda División.

## Lista de honores
| Campeonatos de clase | Campeonatos de clase | Campeonatos de clase                                     |
| -------------------- | -------------------- | -------------------------------------------------------- |
| 1906                 | 2.ª clase            | NVB no permite ninguna promoción                         |
| 1909                 | 2.ª clase            | sin ascenso después de partidos promocionales            |
| 1918                 | 1.ª clase            | Campeonato de Holanda: 4to                               |
| 1919                 | 1.ª clase            | Campeonato de Holanda: 3º                                |
| 1940                 | 2da clase            | competencia de emergencia; sin promoción                 |
| 1946                 | 2da clase            | sin ascenso después de partidos promocionales            |
| 1961                 | 2da clase            | promoción                                                |
| 1963                 | 1.ª clase            | Campeonato de Holanda (domingo amateurs): 6º*            |
| 1967                 | 1.ª clase            | Campeonato de Holanda (domingo amateurs): 2º*            |
| 1969                 | 1.ª clase            | Campeonato de Holanda (domingo amateurs): 2.º del grupo* |
| 2001                 | 1.ª clase            | ascenso a Hoofdklasse                                    |
| 2010                 | Liga Mayor           | ascenso a Topklasse                                      |
| 2014                 | Clase superior       | Campeonato General Amateur : Finalista                   |
| 2019                 | Segunda División     | Campeonato de Tweede Divisie                             |

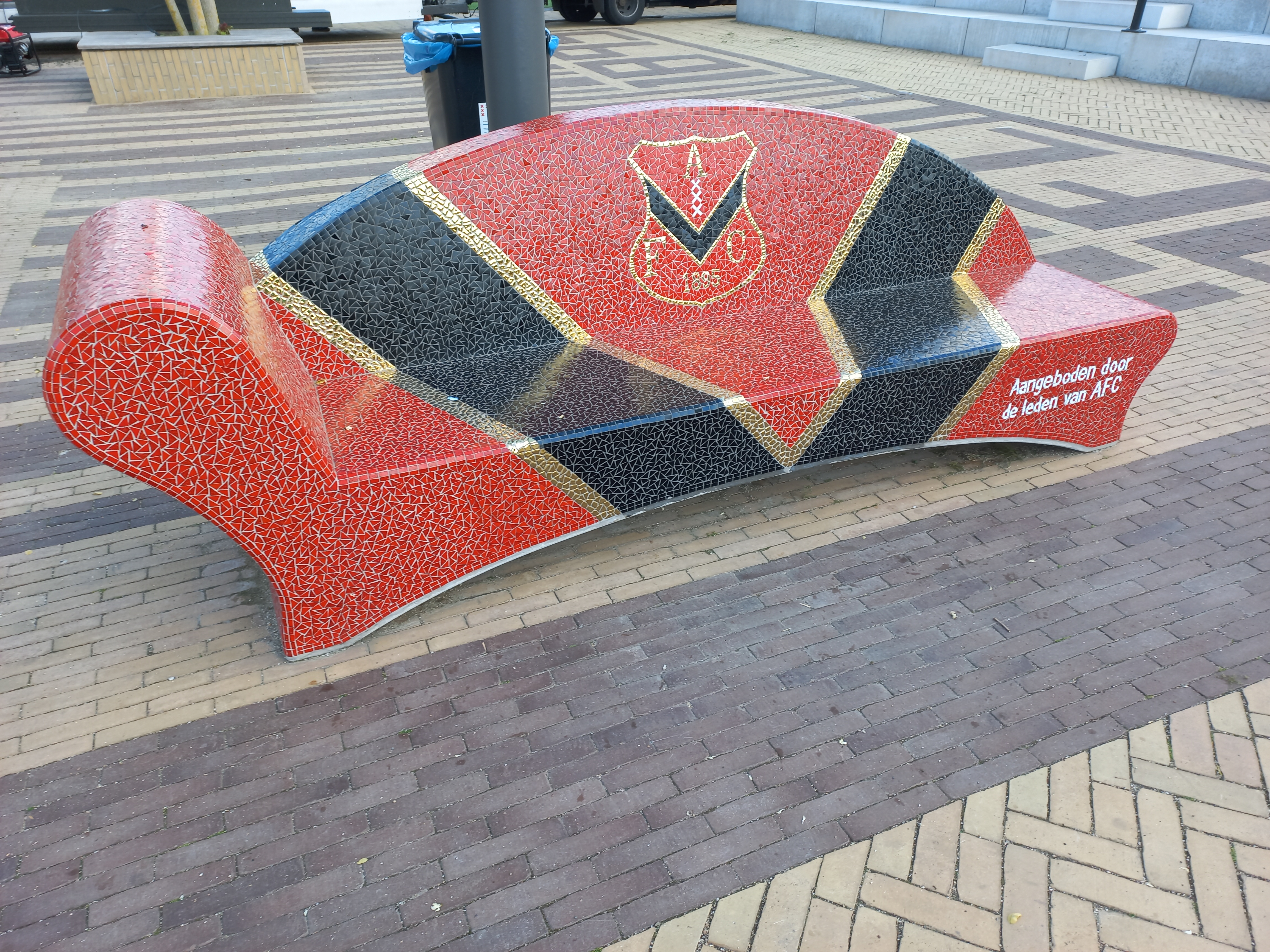
Sofá social (junio 2022)

* 1963: competición de campeonato (10 partidos) con 1) De Valk (Sur I), 2) Neptunia (Norte), 3) Quick Nijmegen (Este), 4) Wilhelmina '08 (Sur II) y 5) GVV Unitas (Oeste). II)
* 1967: campeón del grupo A (4 partidos) con 2) VV Sneek (Norte) y 3) GVV Unitas (Oeste-II); perdió 1-4 ante el Vv Middelburg en la final
* 1969: campeonato del grupo A (4 partidos) con 1) SC Enschede (Este) y 3) VV Drachten (Norte)

## Clasificación (equipo del domingo)
| Tweede Divisie      | 16/17-      |             |             |
| Topklasse           | 10/11-15/16 |             |             |
| Hoofdklasse         | 74/75-97/98 | 01/02-09/10 |             |
| Eerste klasse       | 17/18-20/21 | 61/62-74/74 | 98/99-00/01 |
| clase de transición | 21/22       |             |             |
| 2da clase           | 00/01-16/17 | 22/23-60/61 |             |
| ABV 2da clase       | 97/98-99/00 |             |             |

1916/17: ascenso tras partidos de ascenso (3º en liga)
1920/21: relegado a la clase de transición
1921/22: descendido a 2.ª división
1973/74: Clasificación para Hoofdklasse (6º en la liga)
1997/98: descendido a 1ª división

## Plantilla 2023/24
| Nr.           | Nombre               | Nacionalidad |  |
| Doelmannen    |                      |              |  |
| 1             | Gijs van Zetten      | Países Bajos |  |
| 25            | Daniël Nolet         | Países Bajos |  |
| 30            | Marijn Dijkstra      | Países Bajos |  |
| Verdedigers   |                      |              |  |
| 4             | Dalian Maatsen       | Países Bajos |  |
| 5             | Cody Claver          | Países Bajos |  |
| 3             | Gévero Markiet       | Países Bajos |  |
| 12            | Sven Ederveen        | Países Bajos |  |
| 18            | Tim Linthorst        | Países Bajos |  |
| 27            | Julian van der Greft | Países Bajos |  |
| 15            | Guus van Weerdenburg | Países Bajos |  |
| 2             | Gladwin Curiel       | Países Bajos |  |
| 26            | Mitch van Kempen     | Países Bajos |  |
| Middenvelders |                      |              |  |
| 6             | Noa Benninga         | Países Bajos |  |
| 8             | Milan Hoek           | Países Bajos |  |
| 17            | Djuric Ascencion     | Curazao      |  |
| 22            | Joel Tillema         | Países Bajos |  |
| 16            | Splinter de Mooij    | Países Bajos |  |
| 22            | Milan Eliasar        | Países Bajos |  |
| Aanvallers    |                      |              |  |
| 11            | Matthijs Jesse       | Países Bajos |  |
| 7             | Melvin Platje        | Países Bajos |  |
| 29            | Marciano Mengerink   | Países Bajos |  |
| 11            | Melvin Grootfaam     | Países Bajos |  |
| 20            | Oussama Siali        | Países Bajos |  |
| 19            | Segun Owobowale      | Países Bajos |  |
| 23            | Soufiane Hetli       | Países Bajos |  |
| 9             | Raily Ignacio        | Curazao      |  |
| 21            | Nigel Hasselbaink    | Surinam      |  |

## (Ex) Entrenadores conocidos de la AFC

### Entrenadores
- Rob Bianchi (1998/00)
- Cor ten Bosch (2008/13)
- Karel Bouwens (1997)
- Ton du Chatinier (2000/03, 2006/08, 2016/17)
- Gé van Dijk (1961/70, 1976/78)
- Karel Kaufman (1941/42)
- John Kila (2005/06)
- Dolf van Kol (1934/35)
- Ulrich Landvreugd (2018/22)
- Willem Leushuis (2013/15)
- Pim van de Meent (1989/91, 1993/94, 1997/98, 2000, 2006)
- Stanley Menzo (2003/05, 2015)
- Rinus Michels (1965)
- Benno Nihom (vanaf medio 2022)
- Piet Ouderland (1970/76)
- Jack Reynolds (1927/28)
- Cor Sluijk (1947/49, 1951/55)
- Maarten Stekelenburg (2013)
- Wim Vaal (1955/56)
- Fred Warburton (1910/11)
- André Wetzel (2017/18)